# Armin Scheurer
Armin Scheurer (24 december 1917 - 27 augustus 1990) was een Zwitsers atleet en voetballer.

## Carrière
Op de Europese kampioenschappen van 1946 in Oslo nam Scheurer deel aan de tienkamp en het polsstokhoogspringen. Nadat hij de tienkamp had voltooid, trok hij zich terug voor het polsstokspringen. In de tienkamp behaalde hij 6263 punten, wat overeenkomt met 6458 punten volgens de puntentabel van 1985. Volgens de toenmalige puntentabel kwam hij slechts vijftig punten te kort voor de bronzen medaille, die naar de Zweed Göran Waxberg ging.
In 1948 gaf Scheurer op na de eerste discipline van de tienkamp op de Olympische Spelen in Londen. Op de Europese kampioenschappen van 1950 in Brussel scoorde Scheurer 6460 punten (=6637) in de tienkamp en eindigde hij als vijfde. Op de eerste dag van de tienkamp kwalificeerde hij zich met een sprong van 4,00 m voor de finale in het polsstokhoogspringen. De dag na de tienkamp sprong hij weer 4,00 m en eindigde hij als zesde in het polsstokhoogspringen. Eind 1950 werd Scheurer verkozen tot Zwitsers Sportpersoon van het Jaar.
Van 1942 tot 1951 behaalde Scheurer in totaal 15 Zwitserse kampioenstitels in atletiek, zes in het polsstokhoogspringen en de tienkamp, twee in het hink-stap-springen en één in het verspringen. Hij vestigde negen nationale records in het polsstokhoogspringen en bracht het record van 4,03 m naar 4,30 m. Hij verbeterde twee keer het nationale record in het hink-stap-springen, de laatste keer tot 14,58 m.  Dit record werd in 1954 verbeterd door Fritz Portmann, het record polsstokspringen pas in 1960 door Gérard Barras.
Scheurer is begonnen als atleet voor de BTV Biel. Met een lengte van 1,84 m had Scheurer een wedstrijdgewicht van 82 kg.
Naast zijn atletiekcarrière speelde Scheurer ook voetbal. Hij lid van de ploeg van FC Biel-Bienne in het seizoen 1946/1947, toen de club Biel zijn enige kampioenstitel behaalde. Hij was van 1956 tot 1958 ook coach van FC Aarau.

## Erelijst
- FC Biel-Bienne
  - Landskampioen: 1947